# Psychologie topologique
La psychologie topologique est une méthode de psychologie, également appelée théorie des champs ou champ psychologique, dont les modèles se réfèrent à la théorie physique  de la gravitation, des champs électromagnétiques et à la topologie mathématique. 
D'après Kurt Lewin, il s'agit de l'organisation et de la configuration des significations que les choses, les êtres, les situations ont pour chaque individu (1890-1947).